# 藤川茜
藤川 茜（ふじかわ あかね、3月16日 - ）は、日本の女性声優。鹿児島県出水市出身。オフィスアネモネジュニア所属。
主な代表作に『ときめきアイドル』（伊澄いずみ）などがある。

## 人物
特技には菓子作り、着付け、ツッコミニスト、バドミントンをそれぞれ挙げている。趣味はコスプレ、カプセルトイ収集をそれぞれ挙げている。

## 出演
太字はメインキャラクター。

### テレビアニメ
2012年
- しまじろうのわお!（2012年 - 2015年、むしA、むしC、雪だるま3）
- となりの怪物くん（女生徒B）

2019年
- マナリアフレンズ（街人A）

2021年
- うらみちお兄さん（子供）

### OVA
- 幻影ヲ駆ケル太陽（2013年、少女D）
- Hybrid Child（メイド）

### ゲーム
2013年
- フェアリーフェンサー エフ（フレイア、キュネス）

2014年
- アドヴェントガール（張昭）
- GUILTY GEAR Xrd -SIGN-（ジェリーフィッシュ快賊団マーチ、セフィー）
- GUILTY GEAR Xrd -REVELATOR-（アレクシス）
- ぷよぷよ!!クエスト（2014年 - 2017年、キキーモラ、くろいキキーモラ、マシュー）

2017年
- 青空アンダーガールズ!（佐久間茜）

2018年
- ウチの姫さまがいちばんカワイイ（戦慈悲姫〈エイル〉）
- ゲシュタルト・オーディン（佐久間アカネ）
- ときめきアイドル（伊澄いずみ）
- ファイトリーグ（(1)喜(1)憂のビンゴガール）

2020年
- ロボットガールズZ ONLINE（デビる）
- 浮島物語～最強刻印士になるストーリー～（アンフィトリテ、アタランテ、赤ずきん）
- モバイルレジェンド（リリア、琥珀）
- モンスターストライク（2020年 - 2021年、テントロッテ、トヒーナ）

2021年
- ウマ娘 プリティーダービー（子ども）

2022年
- GUILTY GEAR -STRIVE-（2022年 - 2023年、ディライラ）

2023年
- マブラヴ：ディメンションズ（千堂柚香）

### 吹き替え
- ゴーティマー・ギボン 〜ふしぎな日常〜（少女）

### ラジオドラマ
- 山口勝平の殿様ラジオでGO!・さいごっぺ（女中）

### オーディオドラマ
- こえのこころえ -九之重学園 朗読部-（2022年、八瀬まひる[16]）

### ボイスコミック
- こえのこころえ 練習中！（2022年、八瀬まひる[17]）

### ウェブ番組
- ちょうみりょうぱーてぃー（Rakuten TV・HiBiKi Radio Station） - ケチャップ[18]

### ウェブラジオ
- こえのこころえPresents 藤川茜の放課後放送室♪（2022年7月23日 - 9月24日、YouTube） - パーソナリティ[19]

### 舞台
- Poppin' Shower Produce vol.2『星空ハーモニー2024』♯チーム（2024年12月25日 - 29日、シアターグリーンBIG TREE THEATER）- 土山モニカ 役[20]

### 朗読劇
- maruxenon Presents 劇団18馬力 2019年秋公演（2019年9月6日、Goodstock Tokyo）[21][22]
  - 「人の裏を覗けるメガネ」
  - 「人の子、鬼の子」
- メイホリックシアター13「にゃんとちゅまらぬ結末か」（2023年2月22日 - 26日、BOX in BOX THEATER） - 黒うさぎさん 役[23]
- 異世界転生したら大恐竜時代でオワタ。〜氷河期で奮闘編〜[24]　(2023年、オワジュラ製作委員会)

### その他コンテンツ
- 文芸あねもねR（オーディオブック）
  - 少女病 近親者・ユキ（紫）
  - 二十三センチの祝福（美月）
- こどもちゃれんじ しまじろう教材シリーズ（シャワール、こっちゃ隊3 他）

## ディスコグラフィ

### キャラクターソング
| 発売日   | 商品名                           | 歌                                                                   | 楽曲                                                                       | 備考                                  |        |
| 2018年   | 2018年                           | 2018年                                                               | 2018年                                                                     | 2018年                                | 2018年 |
| -------- | -------------------------------- | -------------------------------------------------------------------- | -------------------------------------------------------------------------- | ------------------------------------- | ------ |
| 1月17日  | DREAMING-ING!!                   | ときめきアイドル project                                             | 「DREAMING-ING!!」 「トキメキ☆ミライ」                                     | ゲーム『ときめきアイドル』関連曲      |        |
| 7月11日  | カン違いSummer Days              | ときめきアイドル project                                             | 「カン違いSummer Days」                                                    | ゲーム『ときめきアイドル』関連曲      |        |
| 8月29日  | STAR☆TING!                       | 青空アンダーガールズ                                                 | 「STAR☆TING!」 「オレンジ」                                                | ゲーム『青空アンダーガールズ!』関連曲 |        |
| 8月29日  | STAR☆TING!                       | プリティ→プリンセス                                                  | 「わがままプリンセス」 「恋のカトレア通り」 「あの素晴らしい夢をもう一度」 | ゲーム『青空アンダーガールズ!』関連曲 |        |
| 9月5日   | ときめきアイドル Song Collection | ときめきアイドル project                                             | 「トキメキ☆ミライ」 「カン違いSummer Days」 「DREAMING-ING!!」             | ゲーム『ときめきアイドル』関連曲      |        |
| 12月12日 | Smiling Passion                  | 結城秋葉（日岡なつみ）、川口夏海（川井田夏海）、伊澄いずみ（藤川茜） | 「Smiling Passion」                                                        | ゲーム『ときめきアイドル』関連曲      |        |